# Złoty chłopiec
Złoty chłopiec (ang. Golden Boy) – amerykański film z 1939 roku w reżyserii Roubena Mamouliana.

## Obsada
- Barbara Stanwyck
- Adolphe Menjou
- William Holden
- Lee J. Cobb
- Sam Levene

## Nagrody i nominacje
| Nazwa nagrody | Wygrane            | Nominacje                                     |
| ------------- | ------------------ | --------------------------------------------- |
| Oscar         | 1940 bez rezultatu | 1940 Najlepsza muzyka oryginalna Victor Young |